# Forcello di Bagnolo San Vito
Forcello di Bagnolo S.Vito est un site archéologique actuellement organisé en parc archéologique « Parco Archeologico del Forcello » situé sur le territoire de la commune italienne de San Biagio di Bagnolo San Vito dans la province de Mantoue.

## Origines de la cité
Forcello di Bagnolo San Vito est le principal habitat étrusco-padan des VIe et Ve siècles av. J.-C. connu à ce jour en Lombardie, ainsi que le plus septentrional de la zone d'expansion étrusque au nord du fleuve Pô pendant la période archaïque. Les fouilles effectuées jusqu'à ce jour permettent de dater sa fondation juste après la moitié VIe siècle av. J.-C. tandis que son abandon remonterait au début du IVe siècle av. J.-C. probablement provoqué par les invasions gauloises de l'Italie septentrionale (388 av. J.-C.)

## Connaissance archéologique et habitat humain du site
Forcello di Bagnolo San Vito est un habitat à plan hippodamien qui témoigne d'une nouvelle édification. L'habitat est situé à l'intersection de deux importants axes de trafic : 
- La voie terrestre qui, partant de l'Étrurie intérieure, traversait les Apennins, les centres de Marzabotto et de Bologne.
- La voie maritime adriatique qui, arrivant de la mer Égée, passait par les escales portuaires d'Adria et de Spina et continuait à travers des voies fluviales jusqu'au cœur de la plaine padane.

À Forcello ont été retrouvées de nombreuses pièces archéologiques témoignant des fréquentations étrusques avec Mantoue dont les rapports et les relations restent encore difficilement compréhensibles.
Le développement de Forcello bénéficia du contexte historique caractérisé par les déplacements de marchands, de groupes humains entiers qui diffusaient, en même temps que des produits  et objets d'artisanat, leurs propres culture et traditions.

## Historique des fouilles archéologiques
Les fouilles ont été menées par l'Université de Milan sous la direction du professeur Raffaele C. de Marinis. La première période s'est étalée de 1988 à 1993. Les fouilles ont repris en 1998 et continuent encore de nos jours.
La stratification archéologie du site de Forcello di Bagnolo San Vito est complexe vu la fréquentation humaine du site qui a perduré pendant environ 160 ans, produisant un important dépôt archéologique constitué par divers niveaux de matériaux issus de constructions, destructions et bonifications. 
L'orientation des habitations découvertes parallèles au terre-plein et à l'axe routier fait penser à une implantation urbanistique selon un plan hippodamien semblable à celui d'autres centres de l'Étrurie padane comme Marzabotto. 
On distingue un périmètre, un réseau routier qui divise l'espace en zones (ou insulae), habitations, officines et autres infrastructures. 
La principale difficulté dans la lecture de la stratigraphie est constituée par les matériaux utilisés pour la construction des édifices. En effet, ceux-ci, par l'absence de pierre dans les environs, sont constitués de matériaux dégradables qui à la suite du vieillissement naturel, accidentel ou belliqueux, a subi une forte dégradation et dont les pièces présentes dans les strates ne permettent pas une lecture aisée 
Les recherches qui désormais atteignent des niveaux de terrains stériles, c'est-à-dire le moment de la fondation de l'habitat ont permis de déterminer au moins neuf phases d'édification articulées parfois en plusieurs sous-phases.
Elles révèlent une diversité dans les activités exercées dans l'aire allant de celles domestiques, artisanales mais aussi d'évènements catastrophiques qui ont caractérisé la vie de cet habitat étrusque des VIe et Ve siècles av. J.-C.

### Pièces archéologiques
- Fragment de corail brut,
- Vases polychromes destinés aux parfums et cosmétiques.

## Sources
- Voir liens externes